# Де Армас Перес, Асела
Асела де Армас Перес (исп. Asela de Armas Pérez; 6 декабря 1954 — 7 июля 2021) — кубинская шахматистка, международный мастер (1978) среди женщин.
В период с 1971 по 1988 годы десять раз становилась чемпионкой Кубы.
В составе сборной Кубы участница четырёх Олимпиад (1984—1990).

## Изменения рейтинга
| Графики недоступны из-за технических проблем. См. информацию на Фабрикаторе и на mediawiki.org. |